# Club Social y Atlético Guillermo Brown
El Club Social y Atlético Guillermo Brown es una institución deportiva de la ciudad de Puerto Madryn, provincia del Chubut, Argentina. Fue fundado el 14 de enero de 1945 y desde 2025 participa en el Torneo Federal A, tercera categoría del fútbol argentino luego de descender de la Primera B Nacional en 2024.
Es el segundo club de la ciudad con más títulos de la Liga de Fútbol Valle del Chubut, con 13 conquistas y quinto en la liga. Posee además, cuatro títulos de nivel nacional, el Torneo Argentino B, obtenido en la temporada 2002-03, el Clausura del Torneo Argentino A en el 2007, el Torneo Argentino A 2010-11 y el más reciente, la zona 1 del Torneo Federal A 2014, estos dos últimos logros le dieron la posibilidad de ascender a la Primera B Nacional.
El día 19 de mayo de 2012 consiguió su mayor logro futbolístico, al empatar 2 a 2 en El Monumental contra un River Plate con figuras tales como David Trezeguet, Fernando Cavenaghi (autor de uno de los goles) y Alejandro Domínguez. Los goles para el equipo chubutense los lograron Gastón Bottino y Hernán Zanni, este último en el minuto 90. Igual resultado consiguió frente a Rosario Central en el Gigante de Arroyito, además de empatar 1-1 con Huracán en el Estadio Tomás Adolfo Ducó.
En 2014 ascendió nuevamente a la Primera B Nacional al haber ganado la Zona 1 del Torneo Federal A.
En la temporada 2016/2017 tuvo su mejor año en la segunda categoría del fútbol argentino donde terminó el primer semestre como líder del torneo y en la segunda parte del campeonato peleó contra Argentinos y Chacarita por el ascenso a la Primera División, pero, con un irregular cierre, finalizó la competencia en la tercera posición.
Su máximo rival futbolístico es el Club Social y Deportivo Madryn, con quien protagoniza el denominado "Clásico del Golfo". En el historial lleva 4 clásicos ganados a nivel profesional 
Además, posee equipos de básquet y hockey. La primera disciplina se desempeña en el Estadio Benito García, que cuenta con una capacidad de 1500 espectadores.  

## Historia
El club nació en 1945, cuando el 14 de enero, José Ramón Furnillo encabezó un grupo de personas que desearon crear un club deportivo en la ciudad de Puerto Madryn. Como José Furnillo era subprefecto de la Armada Argentina y gran admirador del Almirante Guillermo Brown, decidió tomar su nombre para la nueva institución.
Luego de creado, se unió a la Liga de Fútbol Valle del Chubut, y a los dos años, logró su primer título oficial, en 1947. Repitió en 1954 y en 1962 obtuvo el preparación, igual que en 1963. En 1967 obtuvo ambos certámenes, el preparación y el oficial, y no sería hasta la década del '90 cuando volvería a obtener un lauro local.
A pesar de ser uno de los más grandes clubes de la liga, el fútbol fue dejado de lado al incluirse el baloncesto en la institución, actividad que fue más atractiva durante las décadas del '70 y '80, es por ello que el equipo nunca disputó el Torneo Regional. 
En 1996 vuelve a ser campeón en fútbol, repitiendo en 1999, 2000, 2001, 2002 y 2005. El Apertura 2013 es el certamen local más reciente obtenido por el club.

### Comienzos del fútbol nacional
Con la llegada de Carlos Eliceche a la presidencia de la institución, se decide invertir en el fútbol, es por ello que se remodela y reinaugura el Estadio Raúl Conti el 7 de octubre del 2000. Ese mismo año, y como resultado del torneo local de 1999, el equipo participa del Torneo Argentino B 2000-01, donde llegó hasta un cuadrangular final, donde quedó tercero y eliminado de competencia. En la siguiente temporada nuevamente llegó al cuadrangular final, y nuevamente quedó eliminado. En su tercera temporada recién pudo sortear esa instancia, la cual pasó de ser un cuadrangular a ser duelos de ida y vuelta. Eliminó en primera instancia a Banfield de Mar del Plata 1 a 0, tras haber empatado 0 a 0 en Madryn, y en la final se enfrentó a Gimnasia de Mendoza, primero en la provincia cuyana, donde empataron 2 a 2, para más tarde, en el golfo, el equipo local se impusiera 1 a 0 y así ascendiera.
En el Torneo Argentino A, primera categoría profesional que el club disputa, el club comenzó la temporada 2003-04 jugando el "Apertura", donde logró dos victorias y cuatro empates en diez partidos. En el Clausura mejoró sus resultados y obtuvo cuatro victorias y tres empates en diez encuentros, terminando la temporada con 25 puntos en veinte partidos, salvándose así del descenso.
En la temporada 2004-05 terminó como el segundo mejor equipo de su zona, tan solo un punto por debajo de Aldosivi de Mar del Plata, a pesar de no haber llegado a disputar ninguna instancia de play-off por el ascenso.
En la temporada 2005-06 hubo un cambio en el torneo, agregándose más instancias para obtener el ascenso. Brown quedó eliminado en cuartos de final en el "Apertura" y en semifinales en el "Clausura", alcanzando así sus mejores marcas en el torneo hasta el momento. En la sumatoria general, terminó como el mejor de la zona, con 41 puntos en 22 partidos jugados durante las etapas regulares del "Apertura" y del "Clausura".

### Finalista en el Argentino A y promoción por el ascenso
En la temporada 2006-07, con un nuevo formato en el torneo, Brown obtuvo el "Torneo Clausura", y así disputó una final ante el ganador del "Apertura" para determinar el primer ascenso a la Primera B Nacional 2007-08. Fue una serie de ida y vuelta, donde el primer partido se jugó en el Estadio Humberto Veiguela, donde Brown ganó 1 a 0. Una semana más tarde, en el Estadio Bautista Gargantini, en Mendoza, Brown comenzó ganando, cuando a los 38 minutos del primer tiempo, Ignacio Ruíz marcó un tanto, pero más tarde Independiente Rivadavia convirtió dos tantos, uno a falta de 2 minutos para cumplirse el tiempo reglamentario, y con ello ganó 2 a 1 e igualó la serie y por lo tanto debieron ir a definición por penales, donde el elenco madrynense quedó eliminado tras fallar tres de sus cinco tiros, y con ello, fue Independiente el ascendido. Tras perder la final, el equipo disputó la promoción para intentar ascender. Fue nuevamente una serie de ida y vuelta, ante Ben Hur de Rafaela, donde perdió ambos partidos, 1 a 0 en Madryn y 3 a 0 en Rafaela, y con ello no logró ascender a la segunda división.
En el Torneo Argentino A 2007-08, el primero que jugó sin "Apertura" y "Clausura", el equipo quedó cuarto de su grupo y no pudo disputar la segunda fase, mismo resultado que obtendría en la siguiente temporada. En la temporada 2009-10 volvieron el "Apertura" y el "Clausura". En el primero no le fue tan bien, mientras que en el segundo llegó a la segunda instancia y allí quedó eliminado.

### Ascenso y temporada en la B Nacional
En la temporada 2010-11, nuevamente temporada completa, Brown obtuvo el primer puesto de su grupo en la primera fase, con 15 victorias, 12 empates y tan solo una derrota, accediendo así a la segunda fase. En la segunda instancia, el nonagonal final, Brown obtuvo el primer puesto, y con ello se consagró campeón y logró el ascenso. En la temporada, el equipo logró 21 victorias, 13 empates y tan solo 2 derrotas.
Comenzó la temporada de la B Nacional jugando como local ante otro ascendido, Deportivo Merlo, empatando 1 a 1. El 19 de septiembre, por la fecha 6, visitó a Rosario Central y empató en dos tantos, logrando así un gran resultado ante uno de los animadores del torneo y un equipo que fue campeón en primera división. Una semana después logró su primera victoria en el torneo, tras derrotar como local a Patronato por 2 a 0. El 16 de octubre recibió a Gimnasia La Plata y 19 de noviembre disputó el partido más esperado de la temporada, contra River Plate. El encuentro terminó 4 a 1 para el equipo capitalino, con dos goles de Cavenaghi y un descuento convertido por Gastón Bottino, de penal.
Brown terminó la primera rueda decimoctavo de veinte equipos, con cinco victorias, cinco empates y ocho derrotas. En la fecha 34 visitó el Monumental de Núñez para enfrentar a River, que en aquel entonces estaba en las primeras posiciones, mientras que los de Madryn estaban ubicados en zona de descenso. El partido terminó empatado en dos goles y dejó a River sin la posibilidad de llegar a la primera posición del certamen.
Tras las 38 fechas, Brown quedó en zona de promoción, donde debió revalidar su participación en la categoría. Crucero del Norte era el rival y, tras empatar en cero en Misiones, pareció que el equipo iba a mantenerse, ya que contaba con ventaja deportiva y le bastaba un empate, sin embargo, perdió por un tanto y descendió al Argentino A.

### Segundo paso por el Argentino A y nuevo ascenso
Después de su breve paso por segunda división, Brown encaró una nueva temporada en el Argentino A buscando un nuevo ascenso, sin embargo, tras una primera rueda muy mala, donde terminó con siete victorias, seis empates y nueve derrotas, disputó la reválida, y más tarde la final por el tercer descenso. El 7 de mayo, en el estadio Roberto L. Bottino, en Tres Arroyos, venció a Alumni de Villa María 2 a 1 y mantuvo la categoría.
En la siguiente temporada mejoró su nivel, terminando entre los mejores de la primera fase y accediendo al nonagonal, donde terminó clasificando a la tercera fase. En dicha instancia, se enfrentó a Gimnasia y Tiro de Salta, al cual eliminó por ventaja deportiva, para más tarde caer ante Tiro Federal de Rosario.
En el segundo semestre del 2014, tras una nueva reestructuración de los certámenes nacionales oficiales de fútbol, y tras poner en duda su participación, el equipo disputó la primera temporada del Torneo Federal A. El torneo comenzó el 24 de agosto, en Madryn, pero en el Coliseo del Golfo, con lo que fue el primer clásico de la ciudad por torneos oficiales. Tras disputarse trece de las catorce fechas, "la banda" llegó al final de campeonato siendo puntero y un punto por encima de la CAI de Comodoro Rivadavia. Ambos jugaban de local, en el golfo, Brown recibía a Deportivo Roca y la CAI, en Comodoro Rivadavia, a Independiente de Neuquén. El equipo que terminase primero lograría el ascenso al Torneo Nacional B 2015. Tras ganar su partido, el equipo madrynense logró el ascenso y además se consagró como uno de los cinco ganadores del certamen.

## Estadio

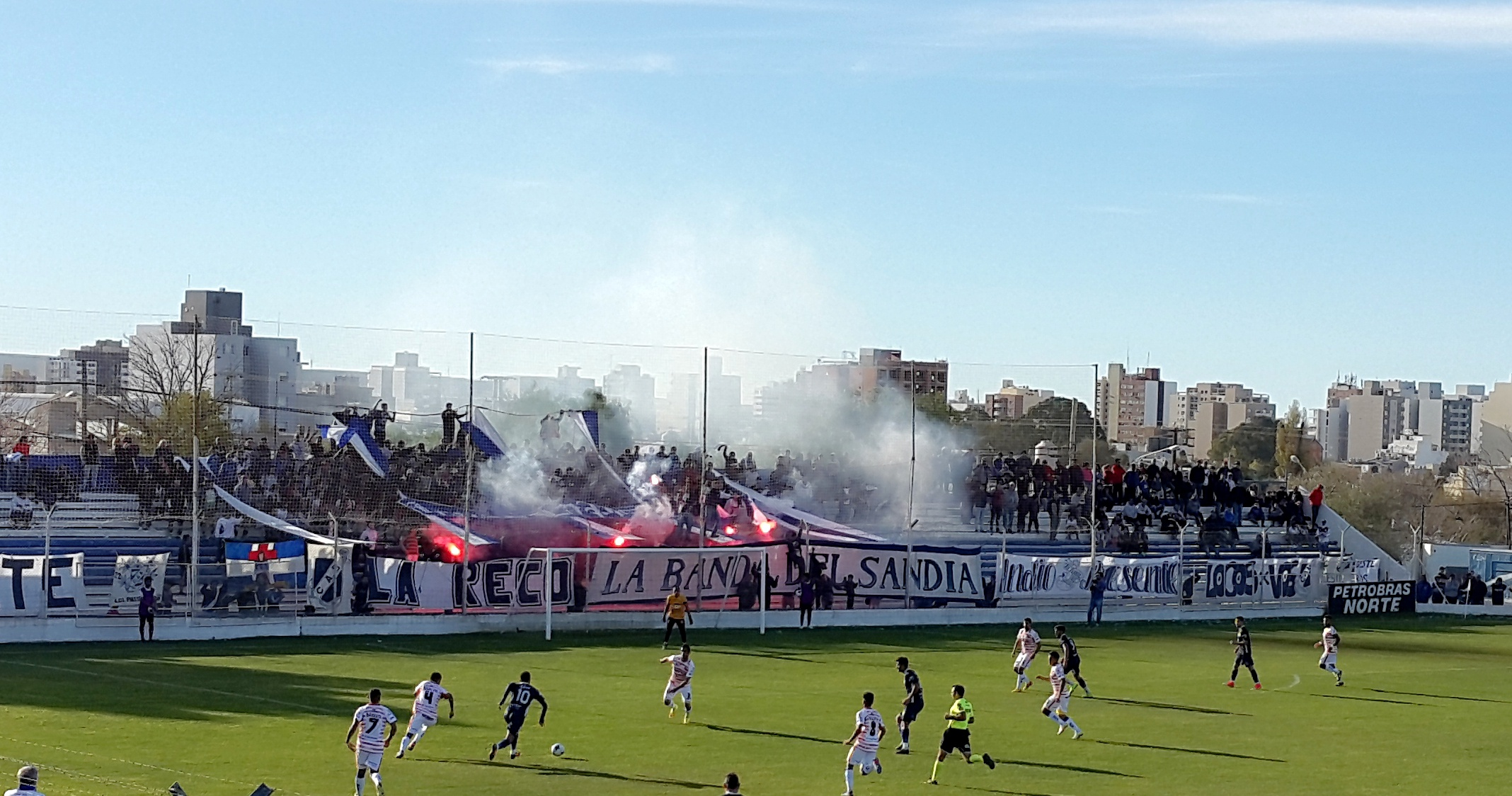
Estadio Raúl Conti

El estadio del club, previamente denominado "Humberto Veiguela", ahora tiene el nombre de "Raúl Conti". Posee capacidad para 15.000 espectadores y se encuentra en las calles Reconquista y Moreno. Tras su ampliación en 2006 se jugó un "Test Match" entre Los Pumas y Los Dragones Rojos de Gales, el cual ganaron los primeros por 27-25.

## Uniforme
Desde la temporada 2016 la camiseta titular es la tradicional blanca con una banda (de izquierda a derecha) de color azul.

### Evolución del uniforme
| 2011-2012 | 2012-2013 | 2013-2014 | 2014-2015 | 2015 | 2016 | 2017 | 2017-2018 |

| 2018-2019 | 2019-2020 | 2021 | 2022 | 2023 | 2024 |

### Indumentaria y patrocinador
| Período       | Proveedor  |
| ------------- | ---------- |
| 1980-1985     | Texport    |
| 1986-1992     | Nanque     |
| 1993-1996     | Uhlsport   |
| 1997-2000     | Elitex     |
| 2000-2005     | Dana       |
| 2005-2012     | Sport 2000 |
| 2012-2017     | Sport Lyon |
| 2017-presente | Coach      |

| Período       | Proveedor  |
| ------------- | ---------- |
| 1980-1985     | Texport    |
| 1986-1992     | Nanque     |
| 1993-1996     | Uhlsport   |
| 1997-2000     | Elitex     |
| 2000-2005     | Dana       |
| 2005-2012     | Sport 2000 |
| 2012-2017     | Sport Lyon |
| 2017-presente | Coach      |

| Período       | Patrocinador                        |
| ------------- | ----------------------------------- |
| 1980-1993     | Puerto Madryn                       |
| 1994-1997     | La Anónima                          |
| 1997-2000     | Lua Seguros                         |
| 2000-2002     | Conarpesa                           |
| 2002-2003     | Harengus                            |
| 2003-2004     | Pesquera Madryn                     |
| 2004-2015     | Pescapuerta                         |
| 2016-2018     | EPSA                                |
| 2018-2019     | Andesmar/Torres-Boaglio Seguros     |
| 2019-2021     | Andesmar                            |
| 2021          | Torres-Boaglio Seguros              |
| 2022-2023     | Aike Pinturas - EPSA - MV Aberturas |
| 2024-presente | Banco del Chubut                    |

| Período       | Patrocinador                        |
| ------------- | ----------------------------------- |
| 1980-1993     | Puerto Madryn                       |
| 1994-1997     | La Anónima                          |
| 1997-2000     | Lua Seguros                         |
| 2000-2002     | Conarpesa                           |
| 2002-2003     | Harengus                            |
| 2003-2004     | Pesquera Madryn                     |
| 2004-2015     | Pescapuerta                         |
| 2016-2018     | EPSA                                |
| 2018-2019     | Andesmar/Torres-Boaglio Seguros     |
| 2019-2021     | Andesmar                            |
| 2021          | Torres-Boaglio Seguros              |
| 2022-2023     | Aike Pinturas - EPSA - MV Aberturas |
| 2024-presente | Banco del Chubut                    |

## Datos del club
- Temporadas en Primera División: 0.
- Temporadas en Segunda División: 12.
  - 2011-12 y 2015 a 2024
- Temporadas en Tercera División: 11.
  - Torneo Argentino A (9): 2003-04 a 2010-11 y 2012-13 a 2013-14.
  - Torneo Federal A (2): 2014 y 2025.
- Temporadas en Cuarta División: 3.
  - Torneo Argentino B: 2000-01 a 2002-03.
- Mayor goleada conseguida:
  - En campeonatos nacionales:
    - En segunda división: 6 a 3 a Boca Unidos, en Corrientes, el 27 de mayo de 2012.
    - En tercera división: 7 a 4 a Gimnasia y Esgrima (Concepción del Uruguay), en Puerto Madryn, el 1 de octubre de 2006.
    - En cuarta división: 7 a 3 a Belgrano (Esquel), en Puerto Madryn, el 6 de noviembre del 2000.
- Mayor goleada recibida:
  - En campeonatos nacionales:
    - En segunda división: 6 a 0 contra Quilmes A.C. en Quilmes, el 2 de febrero de 2012.
    - En tercera división: 6 a 1 contra Villa Mitre, en Bahía Blanca, el 1 de noviembre de 2009.
    - En cuarta división: 6 a 4 contra General Saavedra, en Comodoro Rivadavia, el 16 de diciembre de 2001.
- Mejor puesto en la liga: .
  - En segunda división: 1.º en la temporada 2016-17.
  - En tercera división: campeón/ascendido en las temporadas 2010-11 y 2014.
  - En cuarta división: campeón/ascendido en la temporada 2002-03
- Peor puesto en la liga: .
  - En segunda división: 16.º (Zona B) en la temporada 2021.

## Palmarés

### Torneos nacionales
- Tercera división
  - Torneo Argentino A (2): Clausura 2007, Temporada 2010-11.
  - Torneo Federal A (1): Zona 1.
- Cuarta división
  - Torneo Argentino B (1): Temporada 2002-03.

### Torneos regionales
- Liga de Fútbol Valle del Chubut (14): Oficial 1947, Oficial 1954, Preparación 1962, Preparación 1963, Preparación 1967, Oficial 1967, Apertura 1996, Clausura 1999, Clausura 2000, Apertura 2001, Clausura 2002, Apertura 2005, Apertura 2013 y Apertura 2024.

## Jugadores

### Plantel 2025
- Actualizado el 26 de junio de 2025

- Los equipos argentinos están limitados a tener un cupo máximo de seis jugadores extranjeros, aunque solo cinco podrán firmar la planilla del partido

#### Altas
| Invierno            |                |                                |                      |
| Renzo Paparelli     | Defensa        | Central Norte de Salta         | Libre                |
| Marcos Giménez      | Centrocampista | Chaco For Ever                 | Libre                |
| Nicolás Sánchez     | Centrocampista | Gimnasia y Esgrima La Plata    | Préstamo             |
| Verano              |                |                                |                      |
| Luciano Guarracino  | Guardameta     | Germinal de Rawson             | Libre                |
| Danilo Actis        | Defensa        | Sarmiento de Junín             | Préstamo             |
| Iván Bravo          | Defensa        | Atlético Rafaela               | Libre                |
| Gabriel Lazarte     | Defensa        | Chacarita Juniors              | Libre                |
| Agustín Pereyra     | Defensa        | San Miguel                     | Libre                |
| Mateo Ramírez       | Defensa        | Belgrano de Córdoba            | Libre                |
| Juan Manuel Zarza   | Defensa        | Independiente de Chivilcoy     | Libre                |
| Matías Zubowicz     | Defensa        | Ferro                          | Préstamo             |
| Axel Kostelak       | Centrocampista | Boxing Club de Río Gallegos    | Regresa del préstamo |
| Branco Mera         | Centrocampista | Germinal de Rawson             | Libre                |
| Martín Rivero       | Centrocampista | Agropecuario de Carlos Casares | Libre                |
| Franco Rodríguez    | Centrocampista | San Martín de Mendoza          | Libre                |
| Máximo Florentín    | Delantero      | J.J. Moreno                    | Libre                |
| Leonardo González   | Delantero      | Flandria                       | Libre                |
| Santiago Ibáñez     | Delantero      | San Martín de Formosa          | Libre                |
| Francisco Ilarregui | Delantero      | Argentinos Juniors             | Libre                |
| Ramiro López        | Delantero      | Huracán de Comodoro Rivadavia  | Regresa del préstamo |
| Ezequiel Morales    | Delantero      | Deportivo Camioneros           | Libre                |
| Ramiro Pailemán     | Delantero      | Boxing Club de Río Gallegos    | Regresa del préstamo |
| Matías Persia       | Delantero      | Juventud Unida de San Luis     | Libre                |

#### Bajas
| Invierno                |                |                           |                       |
| Juan Manuel Zarza       | Defensa        | Deportivo Merlo           | Rescisión de contrato |
| Verano                  |                |                           |                       |
| Sebastián Giovini       | Guardameta     | Brown de Adrogué          | Fin de contrato       |
| Samuel Velázquez        | Guardameta     | Germinal de Rawson        | Fin de contrato       |
| Nicolás Bazzana         | Defensa        | Douglas Haig de Pergamino | Fin de contrato       |
| Cristian Gorgerino      | Defensa        | Alvarado de Mar del Plata | Fin de contrato       |
| Nicolás Herranz         | Defensa        | Sportivo Las Parejas      | Fin de contrato       |
| Elías Martínez          | Defensa        | Ciudad de Bolívar         | Fin de contrato       |
| Ricardo Martínez Grance | Defensa        | Agente libre              | Fin de contrato       |
| Marcos Pinto            | Defensa        | Almagro                   | Fin de contrato       |
| Román Riquelme          | Defensa        | Argentinos Juniors        | Fin del préstamo      |
| Valentino Werro         | Defensa        | Alvarado de Mar del Plata | Fin de contrato       |
| Braian Álvarez          | Centrocampista | Deportes Santa Cruz       | Fin de contrato       |
| Francisco Funes         | Centrocampista | Metropolitanos            | Fin de contrato       |
| Esteban González        | Centrocampista | Villa Española            | Fin de contrato       |
| Kevin Lencina           | Centrocampista | Nacional de Patos         | Fin de contrato       |
| Camilo Machado          | Centrocampista | Quilmes                   | Fin del préstamo      |
| Federico Marín          | Centrocampista | Huracán                   | Fin del préstamo      |
| Renso Pérez             | Centrocampista | Ciudad de Bolívar         | Fin de contrato       |
| Mauro Fernández         | Delantero      | Tristán Suárez            | Fin de contrato       |
| Mario Galeano           | Delantero      | Godoy Cruz de Mendoza     | Fin del préstamo      |
| Santiago Gutiérrez      | Delantero      | Douglas Haig de Pergamino | Fin de contrato       |
| Agustín Jara            | Delantero      | Douglas Haig de Pergamino | Fin de contrato       |
| Martiniano Moreno       | Delantero      | Estudiantes de La Plata   | Fin del préstamo      |
| Hugo Sandoval           | Delantero      | Recoleta                  | Fin de contrato       |
| Juan Cruz Zurbriggen    | Delantero      | Colón de Santa Fe         | Fin del préstamo      |

#### Cesiones
| Jugador            | Posición       | Destino | Fin del préstamo |
| ------------------ | -------------- | ------- | ---------------- |
| Maximiliano Luayza | Centrocampista | Almagro | 31-12-2025       |